# Campeonato Paulista de Futebol de 2015 - Série A1
O Campeonato Paulista de Futebol de 2015 (também conhecido como Paulistão Chevrolet por questões de patrocínio) foi a 75.ª edição do campeonato organizado pela Federação Paulista de Futebol da principal divisão do futebol paulista. Na edição de 2015, o campeão foi o Santos, que venceu a final, depois de disputa de pênaltis, sobre o Palmeiras, a equipe vice-campeã.
A competição garante 3 vagas para a Copa do Brasil de 2016 e 2 vagas para o Campeonato Brasileiro - Série D se os clubes não disputarem outras divisões do Brasileirão.

## Regulamento
O "Paulistão" será disputado por 20 clubes, que serão divididos em quatro grupos com cinco equipes cada. Os times que estão na mesma chave enfrentam apenas os clubes de outros grupos. No total, cada participante vai realizar 15 partidas na primeira fase. A primeira fase acontecerá de 21 de janeiro a 8 de abril. Os dois melhores classificados de cada chave avançam às quartas de final, que será disputada em jogo único - com o mando de campo ao clube de melhor campanha no somatório das fases anteriores. Em caso de empate no tempo regulamentar, o confronto será decidido por meio de pênaltis. A semifinal também será definida em apenas uma partida e com possibilidade de decisão por penais. Já a final acontecerá em dois jogos, e em caso de empate em pontos (uma vitória para cada time ou dois empates), o primeiro critério de desempate será o saldo de gols na fase final. Caso o empate persista, o confronto será decidido através de pênaltis. O gol marcado fora de casa não vale como critério de desempate.
Os quatro times que somarem menos pontos na primeira fase estarão rebaixados para a Série A2 de 2016. Já os três primeiros colocados ganham o direito de disputar a Copa do Brasil de 2016. Caso algum clube se classifique para a Copa Libertadores da América de 2016, a vaga será repassada ao 4º colocado e assim por diante. Além disso, os dois clubes mais bem classificados que não pertençam à Série A, Série B ou a Série C garantem vaga na Série D de 2015.

### Critérios de desempate
Caso haja empate de pontos entre dois clubes, os critérios de desempates são aplicados na seguinte ordem:
1. Número de vitórias
2. Saldo de gols
3. Gols marcados
4. Número de cartões vermelhos
5. Número de cartões amarelos
6. Sorteio

### Bola

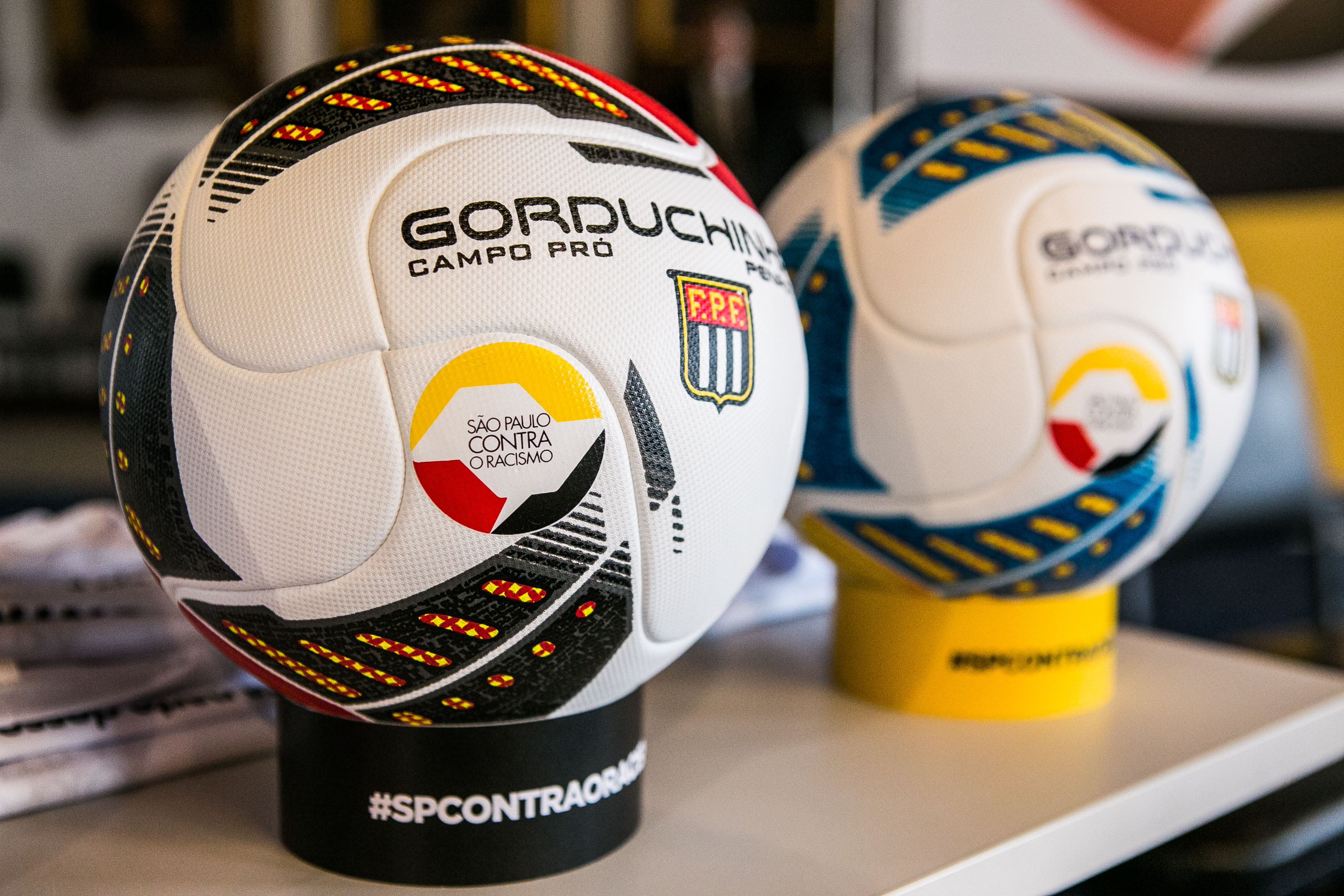
Os dois modelos da bola utilizada durante a competição, a Penalty Gorduchinha.

Em 2015 a Federação Paulista de Futebol iniciou uma parceira com a Penalty, substituindo a Topper, para o fornecimento de bolas para os dezesseis torneiros organizados pela entidade além dos uniformes para os árbitros. O modelo utilizado foi batizado de "Gorduchinha" em homenagem ao narrador e jornalista Osmar Santos, um dos principais ícones do jornalismo esportivo brasileiro. Dois modelos foram utilizados durante a competição, a versão com detalhes em azul e amarelo foi utilizada desde o início do campeonato até as semifinais e, nos dois jogos decisivos contaram com um modelo especial com detalhes em preto e vermelho, cores da FPF.

## Participantes
| Equipe           | Cidade                | Em 2014        | Estádio                 | Capacidade | Títulos             |
| ---------------- | --------------------- | -------------- | ----------------------- | ---------- | ------------------- |
| Audax [a]        | São Paulo             | 11° (Série A1) | José Liberatti          | 12 430     |                     |
| Botafogo         | Ribeirão Preto        | 5º (Série A1)  | Santa Cruz              | 29 292     |                     |
| Bragantino       | Bragança Paulista     | 8º (Série A1)  | Nabi Abi Chedid         | 17 128     | 1 (1990)            |
| Capivariano      | Capivari              | 1º (Série A2)  | Arena Capivari          | 19 000     |                     |
| Corinthians      | São Paulo             | 9º (Série A1)  | Arena Corinthians       | 46 820     | 27 (último em 2013) |
| Ituano           | Itu                   | 1º (Série A1)  | Novelli Júnior          | 18 560     | 2 (último em 2014)  |
| Linense          | Lins                  | 16º (Série A1) | Gilberto Siqueira Lopes | 15 770     |                     |
| Marília          | Marília               | 4º (Série A2)  | Bento de Abreu          | 15 015     |                     |
| Mogi Mirim       | Mogi Mirim            | 15º (Série A1) | Vail Chaves             | 19 900     |                     |
| Palmeiras        | São Paulo             | 3º (Série A1)  | Allianz Parque          | 43 600     | 22 (último em 2008) |
| Penapolense      | Penápolis             | 4º (Série A1)  | Tenente Carriço         | 10 679     |                     |
| Ponte Preta      | Campinas              | 7º (Série A1)  | Moisés Lucarelli        | 19 728     |                     |
| Portuguesa       | São Paulo             | 12° (Série A1) | Canindé                 | 21 004     | 3 (último em 1973)  |
| Red Bull Brasil  | Campinas              | 2º (Série A2)  | Moisés Lucarelli        | 19 728     |                     |
| Rio Claro        | Rio Claro             | 13º (Série A1) | Augusto Schmidt Filho   | 15 000     |                     |
| Santos           | Santos                | 2º (Série A1)  | Vila Belmiro            | 16 798     | 20 (último em 2012) |
| São Bento        | Sorocaba              | 3º (Série A2)  | Walter Ribeiro          | 13 772     |                     |
| São Bernardo     | São Bernardo do Campo | 10º (Série A1) | Primeiro de Maio        | 15 789     |                     |
| São Paulo        | São Paulo             | 6º (Série A1)  | Morumbi                 | 67 428     | 21 (último em 2005) |
| XV de Piracicaba | Piracicaba            | 14º (Série A1) | Barão de Serra Negra    | 18 000     |                     |

OBS:a. ^  O Audax foi vendido ao mesmo grupo que administra o Grêmio Osasco em 17 de setembro de 2013. Com isso, passou a ser chamado Grêmio Osasco Audax EC e mandou seus jogos no Estádio José Liberatti. Contudo, a sede administrativa do clube continua sendo em São Paulo.

## Primeira fase

### Grupo A
| Atualizado em 05 de abril | v d e |

| Pos. | Equipes         | P  | J  | V  | E | D | GP | GC | SG |
| ---- | --------------- | -- | -- | -- | - | - | -- | -- | -- |
| 1    | São Paulo       | 32 | 15 | 10 | 2 | 3 | 30 | 10 | 20 |
| 2    | Red Bull Brasil | 24 | 15 | 7  | 3 | 5 | 20 | 19 | 1  |
| 3    | Mogi Mirim      | 20 | 15 | 5  | 5 | 5 | 17 | 20 | -3 |
| 4    | Ituano          | 20 | 15 | 4  | 8 | 3 | 12 | 13 | -1 |
| 5    | São Bernardo    | 18 | 15 | 5  | 3 | 7 | 13 | 13 | 0  |

### Grupo B
| Atualizado em 05 de abril | v d e |

| Pos. | Equipes     | P  | J  | V  | E | D | GP | GC | SG |
| ---- | ----------- | -- | -- | -- | - | - | -- | -- | -- |
| 1    | Corinthians | 37 | 15 | 11 | 4 | 0 | 28 | 10 | 18 |
| 2    | Ponte Preta | 28 | 15 | 8  | 3 | 4 | 22 | 17 | 5  |
| 3    | Audax       | 22 | 15 | 6  | 4 | 5 | 23 | 19 | 4  |
| 4    | São Bento   | 21 | 15 | 4  | 9 | 2 | 17 | 13 | 4  |
| 5    | Rio Claro   | 16 | 15 | 4  | 4 | 7 | 11 | 16 | -5 |

### Grupo C
|  | v d e |

| Pos. | Equipes     | P  | J  | V  | E | D  | GP | GC | SG  |
| ---- | ----------- | -- | -- | -- | - | -- | -- | -- | --- |
| 1    | Palmeiras   | 31 | 15 | 10 | 1 | 4  | 23 | 10 | 13  |
| 2    | Botafogo-SP | 22 | 15 | 6  | 4 | 5  | 16 | 14 | 2   |
| 3    | Linense     | 16 | 15 | 4  | 3 | 8  | 13 | 25 | -12 |
| 4    | Portuguesa  | 13 | 15 | 2  | 7 | 6  | 13 | 22 | -9  |
| 5    | Marília     | 2  | 15 | 0  | 2 | 13 | 6  | 35 | -29 |

### Grupo D
| Atualizado em 05 de abril | v d e |

| Pos. | Equipes          | P  | J  | V  | E | D  | GP | GC | SG  |
| ---- | ---------------- | -- | -- | -- | - | -- | -- | -- | --- |
| 1    | Santos           | 34 | 15 | 10 | 4 | 1  | 29 | 12 | 17  |
| 2    | XV de Piracicaba | 18 | 15 | 5  | 3 | 9  | 17 | 20 | -3  |
| 3    | Capivariano      | 16 | 15 | 4  | 4 | 7  | 20 | 23 | -3  |
| 4    | Penapolense      | 15 | 15 | 4  | 3 | 8  | 17 | 22 | -5  |
| 5    | Bragantino       | 7  | 15 | 2  | 1 | 12 | 8  | 22 | -14 |

### Confrontos
| Vitória do mandante; Vitória do visitante; Empate. | Em vermelho os jogos da próxima rodada; Em negrito os jogos "clássicos". |

## Desempenho por rodada

### Grupo A
Clubes que lideraram o Grupo A ao final de cada rodada:
| 1   | 2 | 3 | 4 | 5 | 6 | 7 | 8 | 9 | 10 | 11 | 12 | 13 | 14 | 15 |
| SPA |   |   |   |   |   |   |   |   |    |    |    |    |    |    |

Clubes que ficaram na lanterna no Grupo A ao final de cada rodada:
| 1   | 2   | 3   | 4   | 5   | 6   | 7   | 8   | 9   | 10  | 11  | 12  | 13  | 14  | 15  |
| ITU | ITU | ITU | ITU | SBE | SBE | SBE | RBB | SBE | SBE | SBE | SBE | SBE | SBE | SBE |

### Grupo B
Clubes que lideraram o Grupo B ao final de cada rodada:
| 1   | 2 | 3 | 4 | 5 | 6 | 7 | 8 | 9 | 10 | 11 | 12 | 13 | 14 | 15 |
| COR |   |   |   |   |   |   |   |   |    |    |    |    |    |    |

Clubes que ficaram na lanterna no Grupo B ao final de cada rodada:
| 1   | 2   | 3   | 4   | 5   | 6   | 7   | 8   | 9   | 10  | 11  | 12  | 13  | 14  | 15  |
| AUD | AUD | AUD | AUD | AUD | AUD | AUD | RCL | RCL | RCL | RCL | RCL | RCL | RCL | RCL |

### Grupo C
Clubes que lideraram o Grupo C ao final de cada rodada:
| 1   | 2   | 3   | 4   | 5   | 6   | 7   | 8   | 9   | 10  | 11  | 12  | 13  | 14  | 15  |
| PAL | POR | POR | PAL | PAL | PAL | PAL | PAL | PAL | PAL | PAL | PAL | PAL | PAL | PAL |

Clubes que ficaram na lanterna no Grupo C ao final de cada rodada:
| 1   | 2 | 3 | 4 | 5 | 6 | 7 | 8 | 9 | 10 | 11 | 12 | 13 | 14 | 15 |
| MAC |   |   |   |   |   |   |   |   |    |    |    |    |    |    |

### Grupo D
Clubes que lideraram o Grupo D ao final de cada rodada:
| 1   | 2 | 3 | 4 | 5 | 6 | 7 | 8 | 9 | 10 | 11 | 12 | 13 | 14 | 15 |
| SAN |   |   |   |   |   |   |   |   |    |    |    |    |    |    |

Clubes que ficaram na lanterna no Grupo D ao final de cada rodada:
| 1   | 2   | 3   | 4   | 5   | 6   | 7   | 8   | 9   | 10  | 11  | 12  | 13  | 14  | 15  |
| PEN | CAP | XVP | XVP | PEN | PEN | BRA | BRA | BRA | BRA | BRA | BRA | BRA | BRA | BRA |

## Fase final
Em itálico, os times que possuem o mando de campo no confronto de quartas e semifinal (e no 2º jogo da final) e em negrito os times classificados.
|  | Quartas de finais 11 e 12 de abril | Quartas de finais 11 e 12 de abril | Quartas de finais 11 e 12 de abril |           |           | Semi-finais 19 de abril | Semi-finais 19 de abril | Semi-finais 19 de abril |  |  | Final 26 de abril e 03 de maio | Final 26 de abril e 03 de maio | Final 26 de abril e 03 de maio | Final 26 de abril e 03 de maio | Final 26 de abril e 03 de maio |
|  |                                    |                                    |                                    |           |           |                         |                         |                         |  |  |                                |                                |                                |                                |                                |
|  | 2º                                 | Santos                             | 3                                  |           |           |                         |                         |                         |  |  |                                |                                |                                |                                |                                |
|  | 8º                                 | XV de Piracicaba                   | 0                                  |           |           |                         |                         |                         |  |  |                                |                                |                                |                                |                                |
|  | 8º                                 | XV de Piracicaba                   | 0                                  |           | 2º        | Santos                  | 2                       |                         |  |  |                                |                                |                                |                                |                                |
|  |                                    |                                    |                                    |           | 2º        | Santos                  | 2                       |                         |  |  |                                |                                |                                |                                |                                |
|  |                                    | 3º                                 | São Paulo                          | 1         |           |                         |                         |                         |  |  |                                |                                |                                |                                |                                |
|  | 3º                                 | 3º                                 | São Paulo                          | 1         | São Paulo | 3                       |                         |                         |  |  |                                |                                |                                |                                |                                |
|  | 3º                                 |                                    |                                    |           | São Paulo | 3                       |                         |                         |  |  |                                |                                |                                |                                |                                |
|  | 6º                                 | Red Bull Brasil                    | 0                                  |           |           |                         |                         |                         |  |  |                                |                                |                                |                                |                                |
|  |                                    |                                    |                                    |           |           |                         |                         |                         |  |  | 2º                             | Santos (pen)                   | 0                              | 2 (4)                          |                                |
|  |                                    |                                    | 4º                                 | Palmeiras | 1         | 1 (2)                   |                         |                         |  |  |                                |                                |                                |                                |                                |
|  | 1º                                 | Corinthians                        | 1                                  |           |           |                         |                         |                         |  |  |                                |                                |                                |                                |                                |
|  | 5º                                 | Ponte Preta                        | 0                                  |           |           |                         |                         |                         |  |  |                                |                                |                                |                                |                                |
|  | 5º                                 | Ponte Preta                        | 0                                  |           | 1º        | Corinthians             | 2 (5)                   |                         |  |  |                                |                                |                                |                                |                                |
|  |                                    |                                    |                                    |           | 1º        | Corinthians             | 2 (5)                   |                         |  |  |                                |                                |                                |                                |                                |
|  |                                    | 4º                                 | Palmeiras (pen)                    | 2 (6)     |           |                         |                         |                         |  |  |                                |                                |                                |                                |                                |
|  | 4º                                 | 4º                                 | Palmeiras (pen)                    | 2 (6)     | Palmeiras | 1                       |                         |                         |  |  |                                |                                |                                |                                |                                |
|  | 4º                                 |                                    |                                    |           | Palmeiras | 1                       |                         |                         |  |  |                                |                                |                                |                                |                                |
|  | 7º                                 | Botafogo-SP                        | 0                                  |           |           |                         |                         |                         |  |  |                                |                                |                                |                                |                                |

## Premiação
| Campeonato Paulista de Futebol de 2015 |
| Santos                                 |
| -------------------------------------- |
| SANTOS Campeão (21° título)            |

| Troféu do Interior de 2015     |
| Campinas                       |
| ------------------------------ |
| Ponte Preta Campeã (3º título) |

## Seleção do campeonato
| Posição          | Jogador             | Clube       |
| Goleiro          | Fernando Prass      | Palmeiras   |
| Lateral-direito  | Fagner              | Corinthians |
| Zagueiro         | Gil                 | Corinthians |
| Zagueiro         | David Braz          | Santos      |
| Lateral-esquerdo | Zé Roberto          | Palmeiras   |
| Volante          | Arouca              | Palmeiras   |
| Volante          | Gabriel             | Palmeiras   |
| Meia             | Robinho             | Palmeiras   |
| Meia             | Lucas Lima          | Santos      |
| Atacante         | Robinho             | Santos      |
| Atacante         | Ricardo Oliveira    | Santos      |
| Técnico          | Oswaldo de Oliveira | Palmeiras   |
| ---------------- | ------------------- | ----------- |

- Revelação: Rafael Longuine (Audax)
- Craque da Galera: Robinho (Palmeiras)
- Craque do Interior: Crislan (Penapolense)
- Craque do Campeonato: Ricardo Oliveira (Santos)

Fonte:

## Artilharia
Atualizado até 03 de maio de 2015
| Pos. | Jogador          | Time             | Gols |
| ---- | ---------------- | ---------------- | ---- |
| 1    | Ricardo Oliveira | Santos           | 11   |
| 2    | Crislan          | Penapolense      | 9    |
| 3    | Alexandre Pato   | São Paulo        | 8    |
| 3    | Rafael Longuine  | Audax            | 8    |
| 5    | Alan Kardec      | São Paulo        | 7    |
| 5    | Edmilson         | Red Bull Brasil  | 7    |
| 5    | Paulinho         | XV de Piracicaba | 7    |
| 8    | Biro Biro        | Ponte Preta      | 6    |
| 8    | Guerrero         | Corinthians      | 6    |
| 8    | Rafael Marques   | Palmeiras        | 6    |
| 11   | Diego Oliveira   | Linense          | 5    |
| 11   | Henan            | São Bernardo     | 5    |
| 11   | Magrão           | Mogi Mirim       | 5    |
| 11   | Robinho          | Palmeiras        | 5    |
| 11   | Robinho          | Santos           | 5    |
| 11   | Rodolfo          | Capivariano      | 5    |

Fonte:

## Público

### Maiores públicos
Esses são os dez maiores públicos do Campeonato:
- PP. ^ Considera-se apenas o público pagante

### Menores públicos
Esses são os dez menores públicos do Campeonato:
- PP. ^ Considera-se apenas o público pagante

### Média como mandante
| Pos. | Time             | Média  | Mandos | Maior  | Menor  |
| ---- | ---------------- | ------ | ------ | ------ | ------ |
| 1    | Corinthians      | 29.235 | 10     | 38.457 | 23.484 |
| 2    | Palmeiras        | 28.913 | 10     | 39.479 | 17.528 |
| 3    | São Paulo        | 10.185 | 9      | 18.720 | 4.507  |
| 4    | Santos           | 9.752  | 10     | 14.662 | 4.720  |
| 5    | São Bernardo     | 6.575  | 8      | 11.560 | 4.241  |
| 6    | Audax            | 5.621  | 7      | 24.894 | 750    |
| 7    | Bragantino       | 5.142  | 8      | 6.790  | 869    |
| 8    | XV de Piracicaba | 5.142  | 7      | 14.153 | 2.394  |
| 9    | Penapolense      | 5.139  | 8      | 10.066 | 2.361  |
| 10   | Ponte Preta      | 4.115  | 8      | 5.807  | 2.578  |
| 11   | São Bento        | 3.816  | 7      | 7.809  | 2.194  |
| 12   | Marília          | 3.300  | 7      | 6.849  | 1.678  |
| 13   | Botafogo-SP      | 3.095  | 8      | 7.328  | 1.268  |
| 14   | Ituano           | 3.036  | 7      | 11.271 | 684    |
| 15   | Capivariano      | 2.900  | 7      | 4.355  | 1.511  |
| 16   | Rio Claro        | 2.643  | 7      | 5.078  | 679    |
| 17   | Linense          | 2.302  | 8      | 6.740  | 553    |
| 18   | Portuguesa       | 2.115  | 7      | 12.814 | 213    |
| 19   | Red Bull Brasil  | 1.885  | 7      | 7.355  | 662    |
| 20   | Mogi Mirim       | 959    | 7      | 2.906  | 298    |

## Classificação geral
Legenda
|                      |  |
| Campeão Vice-campeão |  |

|                                                           |  |
| Eliminados nas semifinais Eliminados nas quartas de final |  |

| Eliminados na primeira fase Rebaixados |

Fonte:

## Mudança de Técnicos
| Clube            | Antecessor            | Motivo     | Data            | Última partida                   | Rod | Pos          | Sucessor                | Ref.          |
| ---------------- | --------------------- | ---------- | --------------- | -------------------------------- | --- | ------------ | ----------------------- | ------------- |
| Marília          | Luís dos Reis         | Demitido   | 9 de fevereiro  | São Bento 3-0 Marília            | 3ª  | 5° (Grupo C) | Bruno Quadros           | [ 10 ] [ 11 ] |
| Penapolense      | Narciso               | Demitido   | 11 de fevereiro | Penapolense 0-1 São Bernardo     | 4ª  | 4° (Grupo D) | PC Gusmão               | [ 12 ] [ 13 ] |
| XV de Piracicaba | Roque Júnior          | Demitido   | 22 de fevereiro | Linense 2-1 XV de Piracicaba     | 6ª  | 3° (Grupo D) | Toninho Cecílio         | [ 14 ] [ 15 ] |
| Bragantino       | Marco Aurélio Moreira | Resignado  | 23 de fevereiro | Botafogo-SP 1-0 Bragantino       | 6ª  | 4° (Grupo D) | Márcio Araújo           | [ 16 ] [ 17 ] |
| Botafogo-SP      | Alexandre Ferreira    | Demitido   | 2 de março      | XV de Piracicaba 2-1 Botafogo-SP | 7ª  | 3° (Grupo C) | Mazola Júnior           | [ 18 ] [ 19 ] |
| Santos           | Enderson Moreira      | Demitido   | 5 de março      | Santos 4-2 Linense               | 7ª  | 1° (Grupo D) | Marcelo Fernandes       | [ 20 ]        |
| Rio Claro        | Buião                 | Demitido   | 11 de março     | Rio Claro 0-1 Red Bull Brasil    | 8ª  | 5° (Grupo B) | Estevam Soares          | [ 21 ]        |
| Linense          | Luciano Quadros       | Demitido   | 11 de março     | Penapolense 3-1 Linense          | 8ª  | 4° (Grupo C) | Narciso                 | [ 22 ] [ 23 ] |
| Bragantino       | Márcio Araújo         | Demitido   | 20 de março     | Lajeadense 2-1 Bragantino [CBr]  | 10ª | 5° (Grupo D) | Vágner Benazzi          | [ 24 ]        |
| Botafogo-SP      | Mazola Júnior         | Demitido   | 30 de março     | São Bernardo 1-0 Botafogo-SP     | 13ª | 2° (Grupo C) | Régis Angeli (interino) | [ 25 ] [ 26 ] |
| São Paulo        | Muricy Ramalho        | Licenciado | 6 de abril      | Botafogo-SP 2-0 São Paulo        | 14ª | 1° (Grupo A) | Milton Cruz (interino)  | [ 27 ]        |
| Portuguesa       | Aílton Silva          | Demitido   | 6 de abril      | Portuguesa 0-2 Red Bull Brasil   | 14ª | 4° (Grupo C) | Zé Augusto (interino)   | [ 28 ]        |

Notas
- CBr ^  Partida válida pela Copa do Brasil